# Ataköy, Samandağ
Ataköy là một xã thuộc huyện Samandağ, tỉnh Hatay, Thổ Nhĩ Kỳ. Dân số thời điểm năm 2011 là 1.16 người.